# Красний Кут (селище)
Красний Кут — селище в Україні, в Хрустальненській міській громаді Ровеньківського району Луганської області.

## Географія
Географічні координати: 48°12' пн. ш. 38°46' сх. д. Часовий пояс — UTC+2. Загальна площа селища — 14,81 км².
Селище розташоване за 35 км від Антрацита. Найближча залізнична станція — Штерівка, за 25 км. Через селище протікають річки Мечетна та Міусик.

## Історія
У 1600–1700 роках через цю територію пролягав секретний козацький шлях із Запорозької Січі на Дон і Кагальник.
У XVIII столітті у балці Мечетній на Міусику існував зимівник Кальміуської паланки Війська Запорозького Низового. Також є згадки про розташований поблизу зимівник, що згадується як «Глибокий Яр на річці Міущику».
За оповіданням у зимівнику сидів відставний військовий старшина, Петро Довгаль, відлюдник, козак-грамотій. До нього на уклін і для духовних бесід з урочища Чернухіна цілими ватагами приходили козаки-запорожці.
За даними на 1859 рік у власницьному селі Слов'яносербського повіту Катеринославської губернії мешкало 1414 осіб (662 чоловіків та 752 жінки), налічувалось 250 дворових господарств, існували православна церква та завод, проходило 2 щорічних ярмарки.
Станом на 1886 рік в селі, центрі Краснокутської волості, мешкало 1640 осіб, налічувалось 323 двори, існували православна церква, лавка, відбувалось 2 щорічних ярмарки.

## Населення

### Мова
Розподіл населення за рідною мовою за даними перепису 2001 року:
| Мова            | Кількість | Відсоток |
| --------------- | --------- | -------- |
| українська      | 2744      | 88.29%   |
| російська       | 359       | 11.55%   |
| білоруська      | 1         | 0.03%    |
| інші/не вказали | 4         | 0.13%    |
| Усього          | 3108      | 100%     |

За даними перепису 2001 року населення селища становило 3108 осіб, з них 88,29 % зазначили рідною українську мову, 11,55 % — російську, а 0,16 % — іншу.

## Особистості
- Задорожній Олександр Вікторович — український юрист, політик та науковець. Завідувач кафедри міжнародного права Інституту міжнародних відносин Київського національного університету імені Тараса Шевченка. Доктор юридичних наук, професор, член-кореспондент Академії правових наук України, член Постійної палати третейського суду від України, президент Української асоціації міжнародного права.
- Мірошниченко Олексій Валентинович — виконавчий Віце-президент Конфедерації роботодавців України. Член колегій Міністерства соціальної політики України та Державної служби України з питань праці.
- Нестеренко Василь Борисович — український та білоруський вчений-ядерний енергетик.